# Hannogne-Saint-Martin
Hannogne-Saint-Martin ist eine französische Gemeinde mit 439 Einwohnern (Stand 1. Januar 2022) im Département Ardennes in der Region Grand Est (vor 2016 Champagne-Ardenne). Sie gehört zum Arrondissement Charleville-Mézières, zum Kanton Nouvion-sur-Meuse und zum Gemeindeverband Ardenne Métropole.

## Geographie
Umgeben wird Hannogne-Saint-Martin von den Nachbargemeinden Villers-sur-Bar im Nordosten, Saint-Aignan im Südosten, Sapogne-et-Feuchères im Südwesten sowie Dom-le-Mesnil im Nordwesten.

## Geschichte
Am 14. Mai 1940 wurde Hannogne-Saint-Martin während der Schlacht bei Sedan von deutschen Panzern der 2. Panzer-Division unter Rudolf Veiel angegriffen.

## Bevölkerungsentwicklung
| Jahr                       | 1962 | 1968 | 1975 | 1982 | 1990 | 1999 | 2006 | 2011 | 2019 |
| -------------------------- | ---- | ---- | ---- | ---- | ---- | ---- | ---- | ---- | ---- |
| Einwohner                  | 476  | 461  | 440  | 430  | 431  | 474  | 471  | 462  | 475  |
| Quellen: Cassini und INSEE |      |      |      |      |      |      |      |      |      |

## Sehenswürdigkeiten

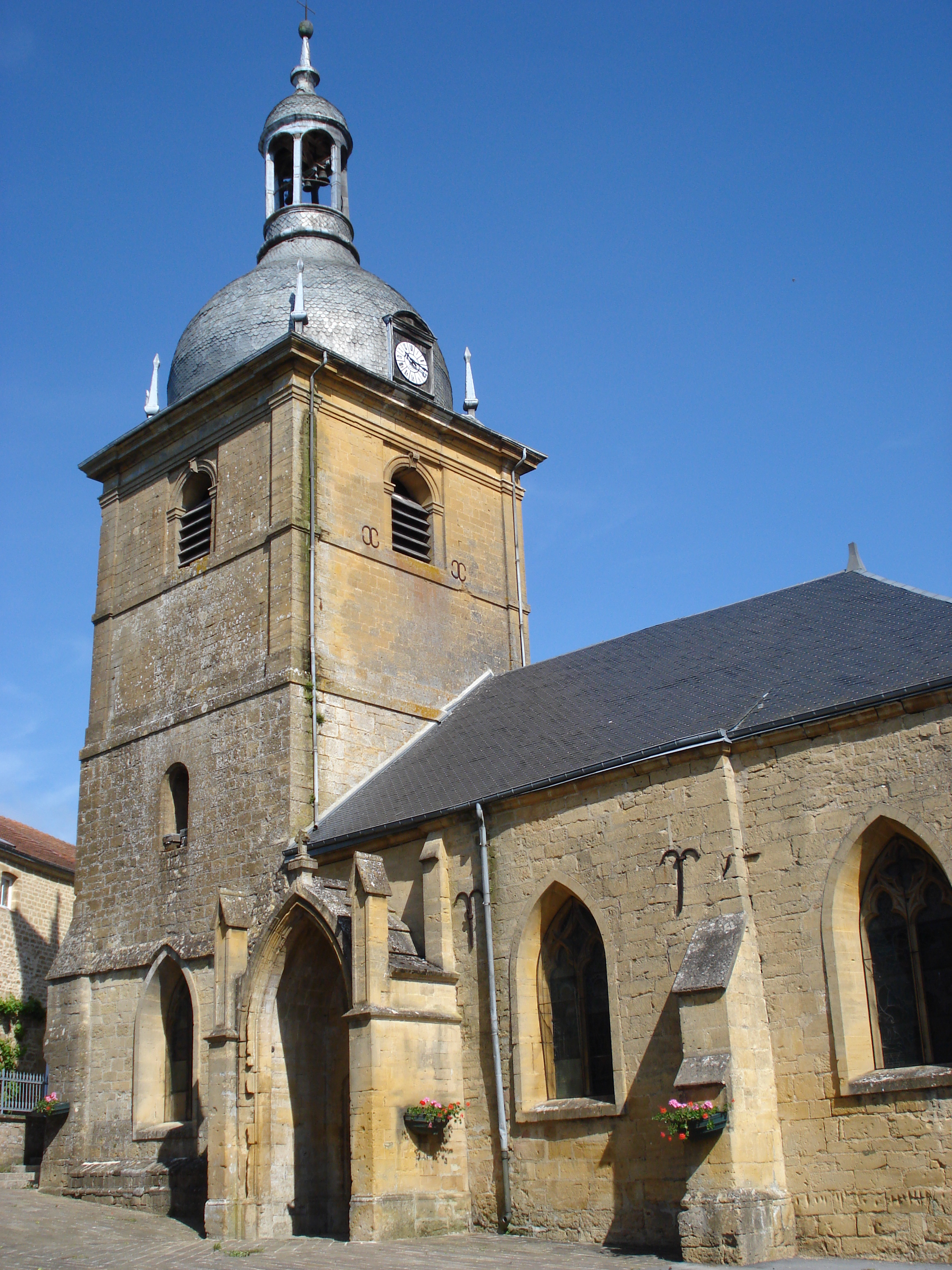
Kirche Saint-Martin

- Kirche Saint-Martin